# Riserva naturale regionale Sorgenti del Fiume Vera
La Riserva Naturale Regionale Sorgenti del Fiume Vera (in passato nota come parco territoriale attrezzato delle sorgenti del Fiume Vera) è un'area naturale protetta di circa 30 ettari praticamente attigua al centro abitato di Tempera, frazione dell'Aquila. L'area è stata costituita nel 1983 come parco territoriale attrezzato e ha assunto l'attuale denominazione nel 2004. È gestita dal Comune dell'Aquila.

## Ambiente

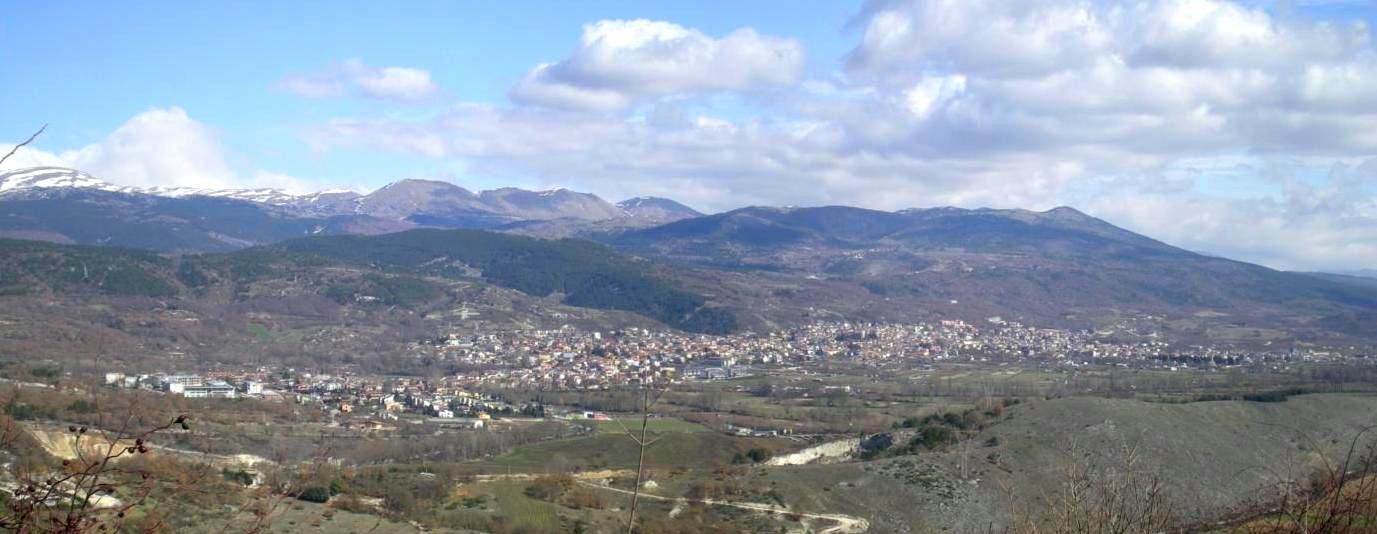
Visuale di Tempera

### Flora
É presente, per quanto riguarda la flora, specialmente il pioppo nero e salici di varie specie (soprattutto Salix alba), oltre a un lussureggiante sottobosco con equiseto dei campi e farfaraccio maggiore. Abbondano anche cespugli di biancospino e prugnolo.

### Fauna
Per quanto riguarda la fauna, sono osservabili soprattutto uccelli come la ballerina bianca, la ballerina gialla, il rampichino comune, il pigliamosche, il codirosso e il picchio verde. Ovviamente non mancano mammiferi come le faine e la volpe rossa. Nelle chiare e limpide acque, habitat naturale soprattutto di trote, è stato scoperto un raro insetto appartenente all'ordine dei Plecotteri (Taeniopteryx mercuryi).

## Accessi
È presente un suggestivo percorso pedonale e ciclabile ben curato che dal paese porta direttamente alle sorgenti, risalendo il corso del fiume.

## Storia

### Tempera
Tempera nel passato ha tratto la sua ricchezza dalle acque del fiume Vera, che scorre proprio all'interno del paese, sviluppando attività economiche un tempo molto redditizie. Si possono ammirare ancora oggi tre mulini ad acqua, di cui uno ancora funzionante, una rameria e i ruderi di una cartiera, situata proprio nei pressi delle sorgenti del Vera, dove veniva prodotta anche filigrana di ottima qualità. Era presente anche un pastificio.

### Effetti del terremoto dell'Aquila del 2009 sulle sorgenti del Vera
Si è registrato uno spostamento e un abbassamento della falda acquifera; la portata d'acqua della sorgente più elevata, sita all'interno di una piccola grotta, dopo l'evento è sensibilmente diminuita. Gravissimi i danni alla rameria, al mulino di Via delle Mole e al mulino Gasbarri (quello funzionante) che è parzialmente crollato.